# Лангевич, Мариан
Мариан Антоний Ланге́вич (пол. Marian Antoni Langiewicz; 5 августа 1827, Кротошин — 11 мая 1887, Константинополь) — польский революционер, генерал.

## Биография
Родился в семье врача Войцеха Лангевича (20.04.1793 — 13.08.1831) и Элеоноры Лангевич (1797 — 1861) в Кротошине. Был младшим из трех детей. Старшие братья Александр Лангевич (1824 — 1879) и Юзеф Лангевич (1826 — 1882). Учился в Познани, Бреслау и Праге.
Некоторое время служил в прусском ландвере, затем в прусской гвардейской артиллерии. Вышел в отставку в офицерском звании и уехал в Париж.
Преподавал в военной школе, созданной Людвиком Мерославским, однако уволился из неё из-за личной неприязни и разногласий с последним.
В 1860—1861 годах участвовал в экспедиции Гарибальди против Неаполя.
Остался в Италии и преподавал в Польском военном училище в Кунео, основанным для подготовки офицеров будущего польского восстания из молодых поляков.

## Участие в Восстании 1863 года
Во время польского восстания 1863 Лангевич, 9  января назначенный начальником Сандомирского воеводства в звании полковника, принял командование над собранными в южной Польше повстанческими отрядами. 23 января 1863 года представлен к званию генерала.
Скрывшись в лесах у Вонхоцка, Лангевич собрал и организовал отряд численностью более 3.000 человек с 5 пушками. Под его началом служил польский поэт Юзеф Атанасий Рогош.
Фактический руководитель восстания с 24 февраля 1863 года после бегства Людвика Мерославского. Однако официально был провозглашен диктатором восстания лишь 11 марта 1863 года, после того как за несколько дней до этого Мерославский, находившийся уже в Париже, прислал письмо, в котором неохотно (возможно из-за давних разногласий с Лангевичем) порекомендовал назначить его своим преемником.
После ряда сражений с русскими войсками он был окончательно разбит при Хробрже и Гроховиско. 19 марта 1863 года, сняв с себя все полномочия, бежал в Австрийскую Галицию.

## После восстания
Арестован австрийцами на следующий день — 20 марта 1863 года. Был приговорён к двум годам заключения в крепости Иозефштадт.
В 1865 был выпущен на свободу и поселился в Золотурне.
В 1867 уехал в Турцию, где в 1881 году родился единственный сын Лангевича — Тадеуш Лангевич (27.05.1881 — 13.06.1915). До своей смерти Мариан Лангевич служил в турецкой армии под именем Ланги-бей, неоднократно безуспешно пытался организовать при турецкой армии польский легион. Умер в нищете и безвестности в Константинополе в 1887 году.
Похоронен на кладбище Гейдар-паши рядом со своей английской женой Сюзанной (02.02.1837 — 24.11.1906).